# Prionolabis auribasis
Prionolabis auribasis là một loài ruồi trong họ Limoniidae. Chúng phân bố ở miền Cổ bắc.